# Cup of China de 2013
Cup of China de 2013 foi a décima primeira edição da Cup of China, um evento anual de patinação artística no gelo organizado pela Associação Chinesa de Patinação (em inglês:  Chinese Skating Association), e que fez parte do Grand Prix de 2013–14. A competição foi disputada entre os dias 1 de novembro e 3 de novembro, na cidade de Pequim, China.

## Eventos
- Individual masculino
- Individual feminino
- Duplas
- Dança no gelo

## Medalhistas
| Evento                        | Ouro                                         | Prata                                        | Bronze                                      |
| Individual masculino detalhes | Yan Han · China                              | Maxim Kovtun · Rússia                        | Takahiko Kozuka · Japão                     |
| Individual feminino detalhes  | Anna Pogorilaya · Rússia                     | Adelina Sotnikova · Rússia                   | Carolina Kostner · Itália                   |
| Duplas detalhes               | Aliona Savchenko · Robin Szolkowy · Alemanha | Pang Qing · Tong Jian · China                | Peng Cheng · Zhang Hao · China              |
| Dança no gelo detalhes        | Nathalie Péchalat · Fabian Bourzat · França  | Ekaterina Bobrova · Dmitri Soloviev · Rússia | Madison Chock · Evan Bates · Estados Unidos |

## Resultados

### Individual masculino
| Pos.              | Nome             | Nacionalidade  | Pontos | PC        | PL         |
| ----------------- | ---------------- | -------------- | ------ | --------- | ---------- |
| Medalha de ouro   | Yan Han          | China          | 245.62 | 90.14 (1) | 155.48 (2) |
| Medalha de prata  | Maxim Kovtun     | Rússia         | 238.65 | 81.84 (2) | 156.81 (1) |
| Medalha de bronze | Takahiko Kozuka  | Japão          | 226.92 | 81.62 (3) | 145.30 (5) |
| 4                 | Denis Ten        | Cazaquistão    | 224.80 | 77.05 (4) | 147.75 (3) |
| 5                 | Richard Dornbush | Estados Unidos | 218.57 | 72.58 (6) | 145.99 (4) |
| 6                 | Florent Amodio   | França         | 213.39 | 76.75 (5) | 136.64 (6) |
| 7                 | Peter Liebers    | Alemanha       | 200.80 | 69.34 (7) | 131.46 (7) |
| 8                 | Song Nan         | China          | 196.80 | 68.68 (8) | 128.12 (8) |
| 9                 | Wang Yi          | China          | 185.22 | 63.27 (9) | 121.95 (9) |

### Individual feminino
| Pos.              | Nome              | Nacionalidade  | Pontos | PC         | PL         |
| ----------------- | ----------------- | -------------- | ------ | ---------- | ---------- |
| Medalha de ouro   | Anna Pogorilaya   | Rússia         | 178.62 | 60.24 (3)  | 118.38 (1) |
| Medalha de prata  | Adelina Sotnikova | Rússia         | 174.70 | 66.03 (1)  | 108.67 (3) |
| Medalha de bronze | Carolina Kostner  | Itália         | 173.40 | 62.75 (2)  | 110.65 (2) |
| 4                 | Kanako Murakami   | Japão          | 165.95 | 57.33 (4)  | 108.62 (4) |
| 5                 | Nikol Gosviani    | Rússia         | 152.04 | 53.76 (6)  | 98.28 (5)  |
| 6                 | Haruka Imai       | Japão          | 150.30 | 54.79 (5)  | 95.51 (6)  |
| 7                 | Agnes Zawadzki    | Estados Unidos | 147.64 | 53.73 (7)  | 93.91 (8)  |
| 8                 | Zhang Kexin       | China          | 144.88 | 53.32 (9)  | 91.56 (9)  |
| 9                 | Guo Xiaowen       | China          | 139.50 | 45.32 (10) | 94.18 (7)  |
| 10                | Li Zijun          | China          | 138.98 | 53.58 (8)  | 85.40 (10) |

### Duplas
| Pos.              | Nome                                   | Nacionalidade  | Pontos | PC        | PL         |
| ----------------- | -------------------------------------- | -------------- | ------ | --------- | ---------- |
| Medalha de ouro   | Aliona Savchenko / Robin Szolkowy      | Alemanha       | 201.21 | 69.07 (2) | 132.14 (1) |
| Medalha de prata  | Pang Qing / Tong Jian                  | China          | 194.38 | 70.38 (1) | 124.00 (2) |
| Medalha de bronze | Peng Cheng / Zhang Hao                 | China          | 187.19 | 64.24 (3) | 122.95 (3) |
| 4                 | Wang Xuehan / Wang Lei                 | China          | 172.35 | 57.16 (5) | 115.19 (4) |
| 5                 | Alexa Scimeca / Chris Knierim          | Estados Unidos | 161.72 | 57.99 (4) | 103.73 (6) |
| 6                 | Felicia Zhang / Nathan Bartholomay     | Estados Unidos | 155.52 | 50.33 (8) | 105.19 (5) |
| 7                 | Anastasia Martiusheva / Alexei Rogonov | Rússia         | 147.19 | 53.02 (6) | 94.17 (7)  |
| 8                 | Daria Popova / Bruno Massot            | França         | 141.33 | 51.82 (7) | 89.51 (8)  |

### Dança no gelo
| Pos.              | Nome                                | Nacionalidade  | Pontos | DC        | DL         |
| ----------------- | ----------------------------------- | -------------- | ------ | --------- | ---------- |
| Medalha de ouro   | Nathalie Péchalat / Fabian Bourzat  | França         | 165.68 | 63.60 (2) | 102.08 (1) |
| Medalha de prata  | Ekaterina Bobrova / Dmitri Soloviev | Rússia         | 163.42 | 65.70 (1) | 97.72 (2)  |
| Medalha de bronze | Madison Chock / Evan Bates          | Estados Unidos | 150.53 | 56.77 (3) | 93.76 (3)  |
| 4                 | Pernelle Carron / Lloyd Jones       | França         | 134.12 | 50.20 (5) | 83.92 (4)  |
| 5                 | Alexandra Aldridge / Daniel Eaton   | Estados Unidos | 132.06 | 52.92 (4) | 79.14 (5)  |
| 6                 | Yu Xiaoyang / Wang Chen             | China          | 106.18 | 41.24 (7) | 64.94 (6)  |
| 7                 | Zhang Yiyi / Wu Nan                 | China          | 104.98 | 41.79 (6) | 63.19 (7)  |
| WD                | Huang Xintong / Zheng Xun           | China          | —      | — (WD)    |            |

## Quadro de medalhas
| Ordem | País           | Medalha de ouro | Medalha de prata | Medalha de bronze |    | Ordem por total |
| ----- | -------------- | --------------- | ---------------- | ----------------- | -- | --------------- |
| 1     | Rússia         | 1               | 3                |                   | 4  | 1               |
| 2     | China          | 1               | 1                | 1                 | 3  | 2               |
| 3     | Alemanha       | 1               |                  |                   | 1  | 3               |
| 3     | França         | 1               |                  |                   | 1  | 3               |
| 5     | Estados Unidos |                 |                  | 1                 | 1  | 3               |
| 5     | Itália         |                 |                  | 1                 | 1  | 3               |
| 5     | Japão          |                 |                  | 1                 | 1  | 3               |
| TOTAL | TOTAL          | 4               | 4                | 4                 | 12 | —               |